# Григорівська сільська рада (Пологівський район)
| Григорівська сільська рада — колишній орган місцевого самоврядування у Пологівському районі Запорізької області з адміністративним центром у с. Григорівка. Історична дата утворення: в 1789 році. Водоймища на території, підпорядкованій даній раді: р. Мала Токмачка. Сільській раді були підпорядковані населені пункти: - с. Григорівка |

## Склад ради
Рада складалася з 16 депутатів та голови.

### Керівний склад ради
| ПІБ                    | Основні відомості                                                         | Дата обрання | Дата звільнення |
| ---------------------- | ------------------------------------------------------------------------- | ------------ | --------------- |
| Банько Петро Тихонович | Сільський голова, 1954 року народження, освіта, безпартійний              | 26.03.2006   | 31.10.2010      |
| Банько Петро Тихонович | Сільський голова, 1954 року народження, освіта вища, член Партії регіонів | 31.10.2010   |                 |

Примітка: таблиця складена за даними джерела

## Пам'ятки
- На території сільської ради за 2 км на схід від села Григорівка розташований ландшафтний заказник місцевого значення «Верхів'я річки Малої Токмачки»[2].